# Худ, Грэм
Грэм Колин Худ (англ. Graham Colin Hood; род. 2 апреля 1972, Виннипег) — канадский легкоатлет, специалист по бегу на средние дистанции и кроссу. Выступал за сборную Канады по лёгкой атлетике в 1989—2003 годах, чемпион Панамериканских игр, многократный чемпион Канады в беге на 1500 метров, участник двух летних Олимпийских игр.

## Биография
Грэм Худ родился 2 апреля 1972 года в Виннипеге, Манитоба. Детство провёл в Берлингтоне, Онтарио, где его отец Колин Худ занимал должность исполнительного директора Федерации школьных спортивных ассоциаций Онтарио.
Серьёзно занимался лёгкой атлетикой во время учёбы в местной старшей школе Nelson High School, неоднократно выигрывал первенства Онтарио среди школьников в беге на 800 и 1500 метров, также пробовал себя в футболе, баскетболе, лыжных гонках.
Продолжил спортивную карьеру в Университете Арканзаса, состоял в университетской легкоатлетической команде «Арканзас Рейзорбэкс», с которой успешно выступал на различных студенческих соревнованиях в США, в частности выигрывал чемпионат по кроссу Национальной ассоциации студенческого спорта (NCAA).
Первого серьёзного успеха на международном уровне добился в сезоне 1989 года, когда вошёл в состав канадской сборной и выступил на юниорском панамериканском первенстве в Санта-Фе, где выиграл серебряную медаль в зачёте бега на 800 метров.
В 1990 году принял участие в чемпионате мира по кроссу в Экс-ле-Бен — занял в гонке юниоров 82-е место. Также бежал 1500 метров на юниорском мировом первенстве по кроссу в Пловдиве, показал на финише 15-й результат.
В 1991 году на юниорском панамериканском первенстве в Кингстоне взял бронзу дисциплине 800 метров и одержал победу в дисциплине 1500 метров.
Благодаря череде успешных выступлений в 1992 году удостоился права защищать честь страны на летних Олимпийских играх в Барселоне — в финале 1500 метров с результатом 3:42.55 финишировал девятым.
В 1994 году на 1500-метровой дистанции стартовал на домашних Играх Содружества в Виктории, закрыл десятку сильнейших.
В 1996 году в беге на 1500 метров выиграл чемпионат Канады в Монреале и за счёт этой победы прошёл отбор на Олимпийские игры в Атланте, где, однако, сошёл с дистанции уже на предварительном квалификационном этапе.
В 1997 году в 1500-метровой дисциплине занял 11-е место на чемпионате мира в помещении в Париже, установив при этом свой личный рекорд в помещении — 3:40.07. На чемпионате мира в Афинах в финале 1500 метров пришёл к финишу седьмым. Среди прочего, на Мировом классе в Цюрихе установил личный рекорд на открытом стадионе — 3:33.94.
В 1999 году победил на чемпионате Канады в Виннипеге и на Панамериканских играх в Виннипеге, показал десятый результат на чемпионате мира в Севилье.
В 2001 году превзошёл всех соперников на чемпионате Канады в Эдмонтоне, дошёл до полуфинала на чемпионате мира в Эдмонтоне.
В 2002 году занял 35-е место на короткой дистанции на чемпионате мира по кроссу в Дублине, в беге на 1500 метров финишировал пятым на Играх Содружества в Манчестере.
В 2003 году бежал 1500 метров на чемпионате мира в помещении в Париже, в финал не вышел.
В 2007 году пробежал Нью-Йоркский марафон, с результатом 2:34:52 занял 46-е место.
Женат на известной канадской бегунье Малинди Элмор, есть двое детей.